# Lammasluoto, Siikais
Lammasluoto är en ö i Finland. Den ligger i sjön Isojärvi och i kommunen Siikais i den ekonomiska regionen  Norra Satakunta ekonomiska region  och landskapet Satakunta, i den sydvästra delen av landet, 250 km nordväst om huvudstaden Helsingfors. Öns area är 4,6 hektar och dess största längd är 390 meter i sydöst-nordvästlig riktning.